# Xéniade
Xéniade ou Xéniadès de Corinthe (Ve siècle av. J.-C.) est un philosophe grec de l'école des sceptiques, un des maîtres de Diogène de Sinope et Monime de Syracuse. 

## Notice biographique
Très peu de choses sont connues de cet auteur, qui a affirmé qu'il n'y aurait pas de jugements vrais et que toutes les prises de positions humaines seraient fausses. 